# 191341 Lánczos
A 191341 Lánczos, 2003 QC31, a Naprendszer kisbolygóövében található aszteroida. Piszkéstetőn fedezték fel 2003. augusztus 24-én.